# السوات (ملحان)

تعديل مصدري - تعديل

السوات هي إحدى قرى عزلة القبلة بمديرية ملحان التابعة لمحافظة المحويت، بلغ تعداد سكانها 462 نسمة حسب تعداد اليمن لعام 2004.